# Martin Oei
Martin Du Ping Oei (Nijmegen, 13 maart 1996) is een Nederlands pianist.
Hij is gefascineerd door historische instrumenten en speelt geregeld op Erardvleugels en fortepiano's. In 2021 kreeg hij van restaurator Frits Janmaat een Erard uit 1909 cadeau.

## Opleiding
Martin Oei begon in 2005 met pianospelen bij 'Nooteboom Muziek & theater' van Annar Nooteboom in Tiel. Van 2006 tot 2015 kreeg hij les van vakdocente Jelena Bazova aan de Young Musicians Academy van het Fontys Conservatorium.  Hij vervolgde zijn opleiding aan het Conservatorium van Utrecht bij Martyn van den Hoek, hoofdvakdocent piano, waar hij in juni 2018 cum laude zijn bachelor haalde. Omdat Martyn van den Hoek er om gezondheidsredenen niet bij kon zijn, speelde Daniël Wayenberg bij die gelegenheid de orkestpartij van het tweede pianoconcert van Franz Liszt. Daarnaast volgde Oei masterclasses bij onder meer Igor Roma, Bart van Oort, Ruth Nye, Wibi Soerjadi en Enrico Pace. De VandenEnde Foundation verstrekte hem een studiebeurs.
In december 2012 won hij in het kader van de meesterproef die "Classic Young Masters" organiseerde twee jaar professionele begeleiding op maat bij de verdere ontwikkeling van zijn carrière.
In 2 juni 2020 haalde hij cum laude zijn masterdiploma, als eerste die aan het conservatorium van Utrecht live afstudeerde tijdens de coronacrisis.

## Activiteiten
Oei trad onder meer op tijdens het Grachtenfestival, het Internationaal Kamermuziek Festival Utrecht van Janine Jansen, in het Muziekgebouw aan 't IJ, in de Doelen, in de Spiegelzaal van het Concertgebouw en op het Festival van Zeeuwsch-Vlaanderen. Hij geeft geregeld recitals. In 2011 presenteerde hij zijn eerste cd tijdens het AVRO-programma Spiegelzaal op Radio 4.
Op 21 oktober 2012 speelde hij in het Concertgebouw de wereldpremière van de fantasiesonate ’Vroege pastorale’ van Beethoven uit 1792, die door musicoloog Cees Nieuwenhuizen is afgemaakt. Hij voerde deze sonate ook uit tijdens de Beethovenfeste 2013 in Bonn, waar Beethoven hem gecomponeerd heeft. Voor de financiering van de cd is een project op de crowdfundingsite voordekunst.nl geplaatst. Bij de start van de actie 'Wereldpremière Beethoven / Nieuwenhuizen Fantasie' bood hij prinses Máxima een digitale aubade aan. Hiermee bedankte hij haar voor haar inzet als beschermvrouwe van het Oranje Fonds om zo veel mogelijk kinderen kennis te laten maken met muziek.
Van 2012 tot 2018 vormde Martin Oei een duo met de 66 jaar oudere Daniël Wayenberg. Tijdens de heropening van het verbouwde Rijksmuseum in april 2013 speelden zij samen de eerste Hongaarse dans van Brahms. In oktober 2013 gaven Oei en Wayenberg samen vier concerten. Zij speelden onder meer quatre-mains stukken van Rachmaninov. In 2013 bracht Zefir Martin Oeis derde cd uit met werken van Mozart en Beethoven op een originele fortepiano: een Rosenberger uit circa 1800 uit de collectie van Edwin Beunk.
In 2014 gaven Wayenberg en Oei zeven concerten ter gelegenheid van het vijftienjarig bestaan van de stichting Muziek in Huis. Koningin Máxima woonde het laatste concert van de jubileumtournee bij. In 2016 kwam Oeis vierde cd uit, waarop hij met Daniël Wayenberg beide pianoconcerten van Chopin uitvoert op twee historische Erardvleugels.
Oei treedt regelmatig op met Klára Würtz met programma’s voor twee vleugels. Hij heeft een eigen serie Pianofeesten in het Koninklijk Concertgebouw. Om zijn liefde voor pianomuziek te delen met nieuwe doelgroepen, ontwikkelde hij in 2020 de voorstelling Tom & Jerry in de Tuin der Lusten met bijzonder beeldmateriaal over het het leven van Franz Liszt.

## Discografie
- Pianodebuut: Weber, Shchedrin, Beethoven, Chopin, Liszt, Loevendie, Rachmaninov, Mendelssohn (2011)
- Piano: Ludwig van Beethoven, Fantasiasonata (1972, World Premiere), Sonata no. 17 (The Tempest), Für Elise (second version). Cees Nieuwenhuizen, Sonata no. 5 (2012)
- Fortepiano: Ludwig van Beethoven, Fantasiasonata in D, Sonata pathétique. Wolfgang Amadeus Mozart, Fantasia in d minor, Sonata in a minor (2013)
- Twee Erardvleugels: Chopin à deux, Wayenberg & Oei (2016)

## Prijzen en onderscheidingen
- 2007 - finalist in het internationaal pianoconcours van de European Piano Teachers Association in België
- 2008 - eerste prijs in de Maassluise Muziekweek, eerste prijs in het Steinway & Sons internationaal pianoconcours, eerste prijs en BNGprijs nationaal concours van de Stichting Jong Muziektalent Nederland
- 2009 - eerste prijs en publieksprijs in het Prinses Christina Concours Regio Zuid 1, tweede prijs in de nationale finale van het Prinses Christina Concours[7]
- 2010 - finalist bij de Young Pianist Foundation, eerste prijs in het SNC Stichting Jong Muziektalent Nederland, tweede prijs in het nationaal concours Stichting Jong Muziektalent Nederland, finalist in de International Piano Competition for Young Musicians
- 2011 - eerste prijs en publieksprijs van het Prinses Christina Concours Regio Zuid 1, winnaar van Koffie Klassiek in de Oosterpoort
- 2012 - tweede prijs in het Steinway & Sons internationaal pianoconcours in het Concertgebouw, tweede prijs Vrienden Cultuurprijs Concertzaal Tilburg, Classic Young Masters 2012, de Doelen
- 2013 - de gemeente Culemborg reikte Martin Oei de jeugdonderscheiding uit "wegens zijn muzikale (piano)prestaties en de positieve uitstraling daarvan op de stad Culemborg"
- 2015 - finalist van het Grachtenfestival Conservatorium Concours